# Barcelona Uroloki 2021
Questa voce raccoglie le informazioni riguardanti i Barcelona Uroloki nelle competizioni ufficiali della stagione 2021.

## LNFA Serie C 2021

### Finale
| Guadalajara 23 maggio 2021, ore 12:00 Finale | Guadalajara Stings | 14 – 39 referto | Barcelona Uroloki | Campo de Fútbol Municipal Pedro Escartín |

## XXXIII LCFA Senior
Il torneo è stato valido anche per la Serie C.

### Stagione regolare
| 17 gennaio 2021, ore 17:00 1ª giornata | Barcelona Uroloki | 20 – 0 | Argentona Bocs |  |

| 31 gennaio 2021, ore 17:00 2ª giornata | Barcelona Uroloki | 19 – 9 | Terrassa Reds |  |

| 20 febbraio 2021, ore 18:30 4ª giornata | Barcelona Uroloki | 20 – 23 | Barcelona Pagesos |  |

| 7 marzo 2021, ore 17:30 6ª giornata | Barcelona Uroloki | 26 – 8 | Ducs Football |  |

| 21 marzo 2021, ore 11:00 8ª giornata | Reus Imperials | 0 – 52 | Barcelona Uroloki |  |

| 11 aprile 2021, ore 16:00 9ª giornata | Riudoms Rebels | 0 – 21 | Barcelona Uroloki |  |

| 2 maggio 2021, ore 17:30 11ª giornata | Barcelona Uroloki | 33 – 0 | Barcelona Búfals |  |

### Playoff
| 16 maggio 2021, ore 17:30 Semifinale | Barcelona Uroloki | 23 – 22 | Argentona Bocs |  |

| 29 maggio 2021, ore 19:45 finale | Barcelona Uroloki | 28 – 7 | Barcelona Pagesos |  |

## Statistiche di squadra
| Competizione      | %Vittorie | In casa | In casa | In casa | In casa | In casa | In casa | In trasferta | In trasferta | In trasferta | In trasferta | In trasferta | In trasferta | Totale | Totale | Totale | Totale | Totale | Totale |
| Competizione      | %Vittorie | G       | V       | N       | P       | Pf      | Ps      | G            | V            | N            | P            | Pf           | Ps           | G      | V      | N      | P      | Pf     | Ps     |
| ----------------- | --------- | ------- | ------- | ------- | ------- | ------- | ------- | ------------ | ------------ | ------------ | ------------ | ------------ | ------------ | ------ | ------ | ------ | ------ | ------ | ------ |
| Playoff           | 1.000     | 0       | 0       | 0       | 0       | 0       | 0       | 1            | 1            | 0            | 0            | 39           | 14           | 1      | 1      | 0      | 0      | 39     | 14     |
| Stagione regolare | .858      | 5       | 4       | 0       | 1       | 118     | 40      | 2            | 2            | 0            | 0            | 73           | 0            | 7      | 6      | 0      | 1      | 191    | 40     |
| Playoff           | 1.000     | 2       | 2       | 0       | 0       | 50      | 29      | 0            | 0            | 0            | 0            | 0            | 0            | 2      | 2      | 0      | 0      | 50     | 29     |
| Totale            | .900      | 7       | 6       | 0       | 1       | 169     | 69      | 3            | 3            | 0            | 0            | 112          | 14           | 10     | 9      | 0      | 1      | 280    | 83     |